# Santa Maria del Villar

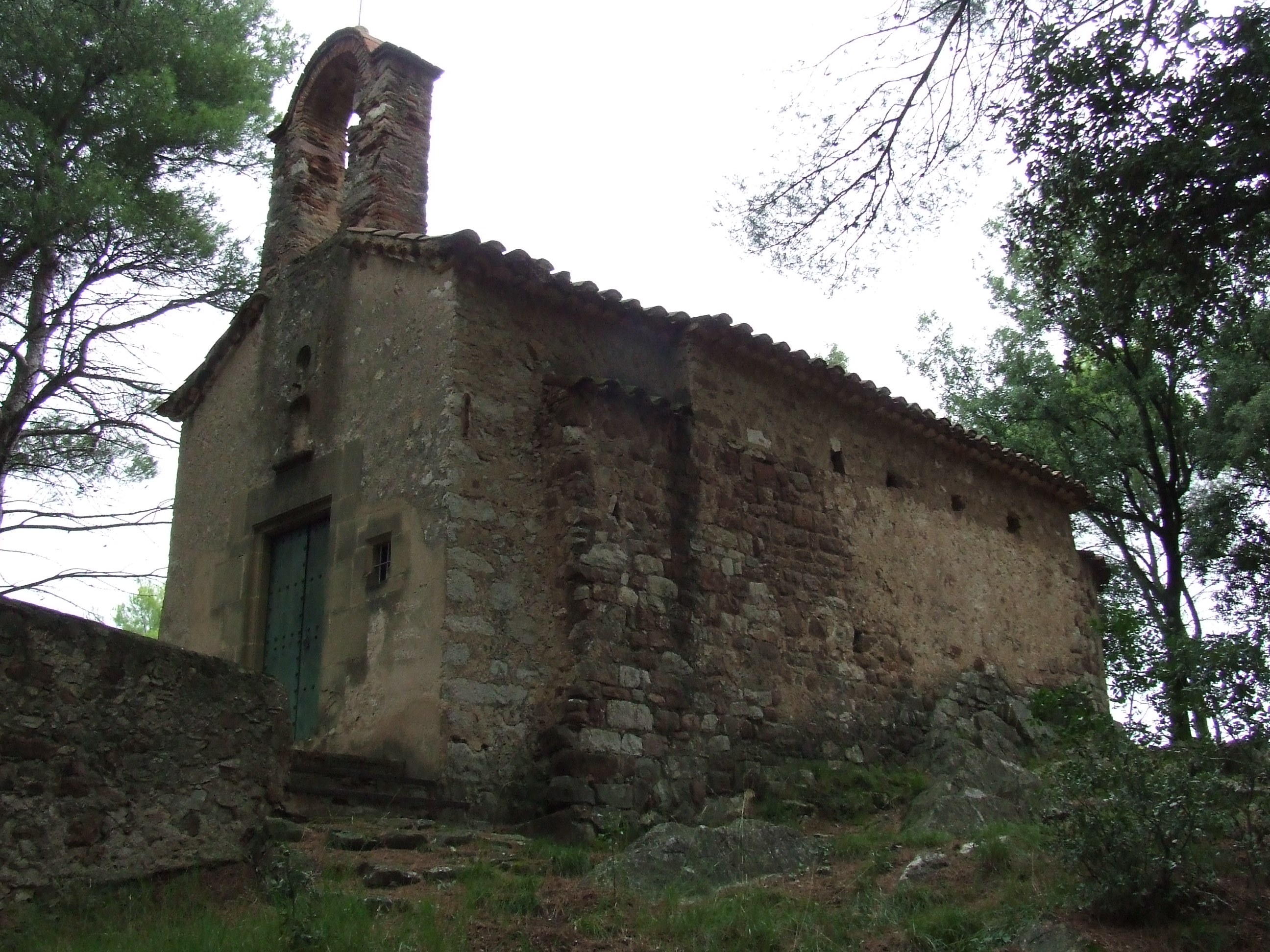
Façanes occidental i meridional

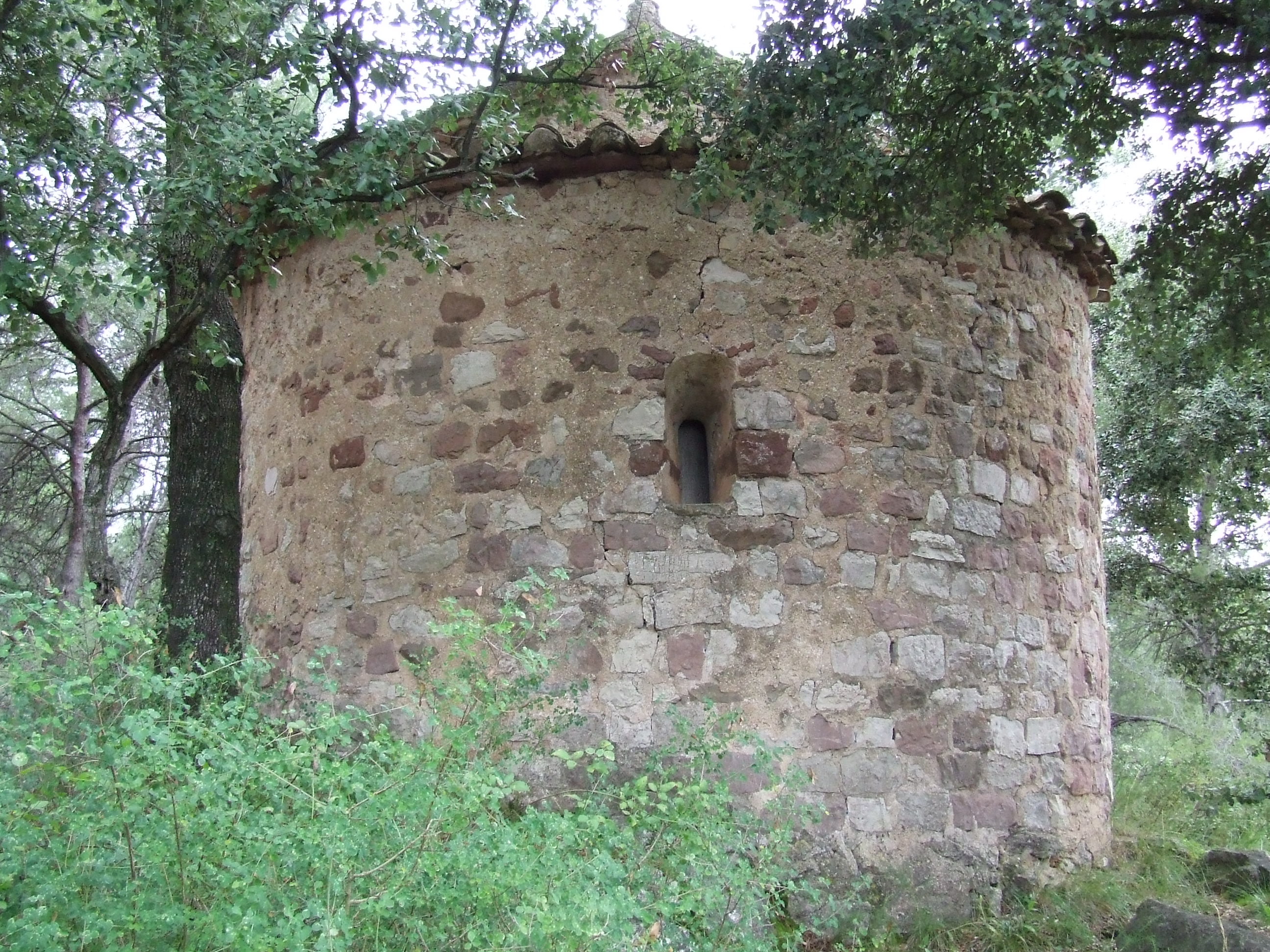
L'absis

L'actual ermita de Santa Maria del Villar és una ermita romànica del terme municipal de Bigues i Riells, al Vallès Oriental, dins de l'àmbit de l'antiga parròquia rural de Sant Mateu de Montbui, actualment integrat en el terme del poble de Riells del Fai.
Està situada al costat de llevant de la important masia del Villar, que pertany al terme municipal de Sant Feliu de Codines; el límit dels dos termes municipals passa justament entre la masia i la capella. Aquesta església era una de les parròquies medievals de la baronia de Montbui, i va passar més tard a dependre de Santa Maria de Caldes de Montbui. Actualment està inclosa en el bisbat de Vic i pertany a la parròquia de Sant Feliu de Codines, que és molt més a prop que Sant Vicenç de Riells.
El lloc del Villar és documentat des del 1007, i l'església, des del 1195, tot i que es conserva una acta de consagració de l'església datada el 1193, però és apòcrifa. És una església poc documentada, al llarg de la història.
Es tracta d'un temple d'una sola nau rectangular, de dimensions reduïdes, amb absis semicircular a llevant, com manen els cànons del romànic. La volta de l'absis és romànica, de quart d'esfera, però a la nau la coberta és barroca, fruit de les diverses modificacions que ha sofert l'ermita al llarg dels anys: allargament de la nau pel costat de ponent, nova construcció de les façanes nord i oest...
S'hi conservava una talla romànica de la Mare de Déu de la Llet, que desaparegué a la guerra civil. Actualment hi ha una reproducció fidel, però moderna.
En aquesta església actualment només s'hi fa una celebració religiosa a l'any, el dia de l'Aplec, molt popular a Sant Feliu de Codines, que es fa el dilluns després de la primera pasqua (dilluns de Pasqua).